# Oxypetalum strictum
Oxypetalum strictum är en oleanderväxtart som beskrevs av Carl Friedrich Philipp von Martius. Oxypetalum strictum ingår i släktet Oxypetalum och familjen oleanderväxter. Inga underarter finns listade i Catalogue of Life.